# Iglesia católica en Islandia

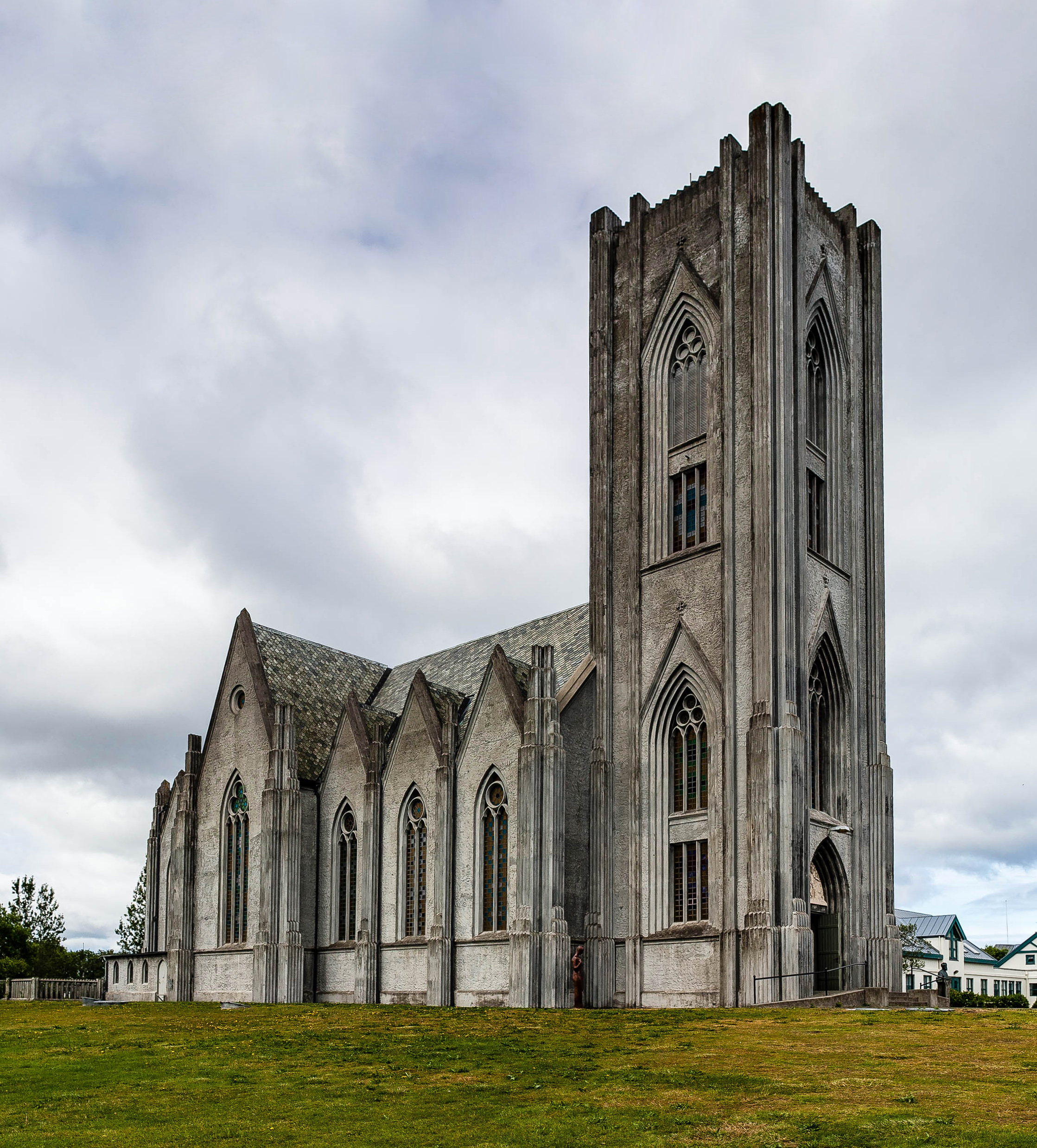
Catedral de Cristo Rey (Reikiavik)

La Iglesia católica está presente en Islandia, donde existe una única diócesis que comprende toda la isla, la diócesis de Reikiavik. A partir de 2015, el ordinario es el obispo Dávid Bartimej Tencer. La diócesis no forma parte de ninguna provincia eclesiástica (no hay arzobispo o arquidiócesis responsable), y el obispo reporta directamente a la Santa Sede en Roma. En 2020, se registraban 14 632 católicos en Islandia, con 6 sacerdotes diocesanos, 9 sacerdotes de órdenes religiosas y 38 hermanas en órdenes religiosas. Los católicos representan el 4,02% de la población de Islandia.